# Ramon Pàmies i Pina
Ramon Pàmies i Pina   (Barcelona, 1874 - Barcelona, 1918) fou un escriptor de teatre català. La seva obra més representada és L'estel de Natzaret, amb la figura del fill pròdig "Naim", i la parella còmica Jonàs i Mataties.
Pàmies era fill d'una família benestant. A causa de la vida desordenada del pare, que va perdre la fortuna familiar, el fill fou educat pels avis paterns, que li van proporcionar una bona educació, amb la qual va poder fer de comptable en una empresa tèxtil barcelonina. L'any 1891, amb 17 anys, va escriure la primera obra teatral: L'estel de Natzaret. Es va fer soci del Centre Moral i Instructiu de Gràcia, on el 1898 va estrenar la seva obra de teatre amb música de Francesc Realp, un altre soci de l'entitat. L'any 1900, amb 26 anys, es va casar amb Emília Armades, amb qui va tenir cinc fills. El 25 de desembre de 1903, es va fer l'estrena oficial de l'obra, ara amb la música de Miquel Ferrer i Ramonatxo, al Cercle Catòlic de Gràcia. Més endavant va escriure diferents obres de teatre. Amb 40 anys, es va morir d'una grip que es va complicar.